# Tchihatchewia isatidea
Tchihatchewia isatidea är en korsblommig växtart som beskrevs av Pierre Edmond Boissier. Tchihatchewia isatidea ingår i släktet Tchihatchewia och familjen korsblommiga växter. Inga underarter finns listade i Catalogue of Life.